# 스타트 I

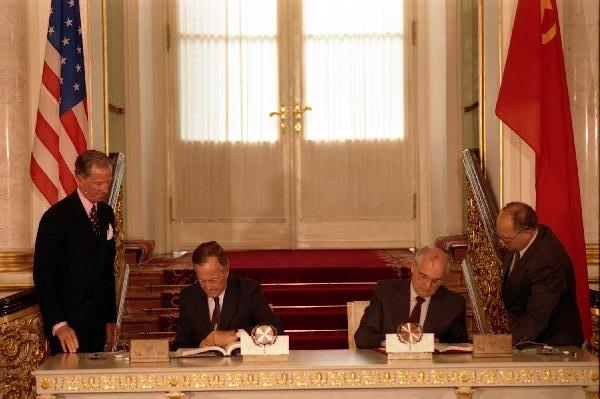
1991년 7월 31일 START에 서명하는 조지 H. W. 부시 대통령과 미하일 고르바초프 대통령.

스타트 I(START I, Strategic Arms Reduction Treaty, 전략 무기 감축 조약)은 1991년 미국과 소련이 체결한 핵무기 감축 조약이다.
스타트 I 조약은 2009년 12월 5일에 기간만료로 종료되었다. 2010년 4월 8일, 스타트 I 조약을 대체하는 뉴 스타트 조약에 미국 오바마 대통령과 러시아 메드베데프 대통령이 서명했다. 양국의 비준을 거쳐 2011년 1월 26일부터 발효되었다.

## 제안
1982년 5월 9일, 로널드 레이건 대통령은 모교인 유레카 대학교에서 미소간에 핵무기를 감축하자고 선언했다. 1982년 6월 29일 로널드 레이건 대통령은 스위스 제네바에 스타트 I 조약안을 제출했다. 당시 레이건 대통령은 1972년 SALT II 조약에 이은 SALT III 제안이라고 불렀다.

## 협상
1991년 고르바초프 소련 대통령과 조지 H. 부시 전 미국 대통령이 대륙간탄도미사일 등 장거리 핵무기를 7년동안 각각 30%와 38% 감축하기로 약속했다. 1982년 레이건 대통령 때 시작된 회담을 10년 동안 하고서 양국이 최종 서명했다.

## 서명
1991년 7월 31일 미국 조지 H. W. 부시 대통령과 소련 미하일 고르바초프 대통령이 모스크바에서 서명했다.

## 같이 보기
- 전략 무기 제한 협상
- 스타트 II
- 뉴 스타트